# آلان فاسيور
آلان فاسيور (بالفرنسية: Alain Vasseur)‏ مواليد 1 أبريل 1948 في فرنسا، هو دراج فرنسي في صنف سباق الدراجات على الطريق. شارك في دورة الألعاب الأولمبية الصيفية.

## سجل النتائج

### سباقات أو مراحل فاز بها
- طواف فرنسا

## وصلات خارجية
- الموقع الرسمي